# Kvarteret Knut
Kvarteret Knut i Ronneby anlades efter 1864 års stadsbrand och hela det historiska kvarteret tillsammans med den västra delen av innerstaden omfattas av fornlämningen RAÄ Ronneby 214:1, som utgör den medeltida stadens utsträckning. Kvarteret följer delvis 1864 års stadsplan, men har även anpassats till det medeltida stadsnätet i Bergslagen där bebyggelsen klarade sig undan stadsbranden. Detta innebär att kvarteret Knut inte till fullo är kvadratiskt till formen i den norra delen mot Heliga Kors kyrka. Kvartersformen kommer bland annat av att Kungsgatan drogs så att en skulle följa den gamla köpingens huvudgata före branden. Bebyggelsen mot Kyrkogatan beboddes från början av hantverkare medan det mot Kungsgatan byggdes mer påkostade representationsbyggnader. 
Terrängen i kvarteret har alltid varit brant och berget har efterhand bearbetats för att möjliggöra olika byggnationer. Ett exempel på hur detta naturliga hinder skulle övervinnas är Munktrappan, som byggdes för att på ett mer representativt och framkomligt sätt skulle förbinda stadens torg och de kringliggande kvarteren med Heliga Kors kyrka. Trappan ersatte ”Dygdens stig”, som tidigare legat vid kvarterets östra gräns.
Under 1900-talet har bebyggelsen kompletterats och fram till 1980- och 1990-telen innehållit bankkontor, postkontor och handel i bottenvåningarna medan bostäder förlagts på övervåningarna. Mot Kyrkogatan har dock alltid bebyggelsen varit lägre och nästan helt omfattat bostäder, i hög grad som en arkitektonisk anslutning mot stadsdelen Bergslagen. Under 1970-talet kompletterades kvarteret med ny bostadsbebyggelse, som till sitt utseende väl anpassats till Bergslagens träarkitektur från 1700- och 1800-talen.